# Laphria sericea
Laphria sericea là một loài ruồi trong họ Asilidae. Laphria sericea được Say miêu tả năm 1823.